# Forêt nationale de Clearwater
La forêt nationale de Clearwater – ou Clearwater National Forest en anglais – est une aire protégée américaine dans les comtés de Clearwater, Idaho et Shoshone, dans l'Idaho. Créée le 1er juillet 1908, cette forêt nationale protège 10 570 km2.